# Politisk fånge
Politisk fånge (samvetsfånge, förr även statsfånge), kallas en person som hålls inspärrad utan rättegång, efter en skenrättegång, på falska bevis, eller efter att ha blivit dömd för ett brott som inte erkänns som sådant enligt folkrätten, på grund av gärning vars innehåll främst är av politisk, ideologisk eller liknande art.

## Definition enligt Europarådet
Vid en session i Europarådets parlamentiska församling (PACE) den 3 oktober 2012 bekräftades följande definition av politisk fånge:
En person som berövats sin personliga frihet ska betraktas som en politisk fånge om:
a)       frihetsberövandet har utdömts i strid med någon av de grundläggande garantier som fastställs i Europeiska konventionen om de mänskliga rättigheterna och dess protokoll (Europakonventionen), särskilt åsiktsfrihet, samvetsfrihet och religionsfrihet, yttrandefrihet och informationsfrihet, mötesfrihet och föreningsfrihet,
b)      frihetsberövandet har utdömts av rent politiska skäl utan koppling till något brott,
c)      på grund av politiska motiv, längden på frihetsberövandet eller dess villkor är tydligt oproportionerliga i förhållande till brottet personen har gjort sig skyldig till eller är misstänkt för,
d)      på grund av politiska motiv, han eller hon är fängslad på ett diskriminerande sätt i förhållande till andra personer, eller
e)      frihetsberövandet är resultatet av ett klart orättvist förfarande och det verkar vara förknippat med myndigheters politiska motiv.
I ett tillägg sägs att de som berövas sin personliga frihet för terroristbrott inte skall anses vara politiska fångar, om de har åtalats och dömts för sådana brott enligt nationell lagstiftning och den europeiska konventionen om de mänskliga rättigheterna.